# Банови Далмације и Хрватске
Банови Далмације и Хрватске су били краљевски намесници и земаљски управитељи на подручју Краљевине Далмације и Хрватске, која се у раздобљу од 1102. до 1526. године налазила у саставу Краљевине Угарске. Током поменутог раздобља, далматинско-хрватски бан (лат. Banus Dalmatiae et Croatiae) је био највиши представник управне и војне власти у поменутим угарским круновинама. Бана је постављао и смењивао угарски краљ, који је уједно одређивао и опсег банске власти. Као краљевски намесници, банови су имали изузетно значајну улогу у политичком животу Далмације и Хрватске, а неки од њих су стекли знатну моћ. Најпознатији далматинско-хрватски бан из овог раздобља био је Павле I Шубић, који је банску службу обављао од 1275. до 1312. године.

## Банска служба у Далмацији и Хрватској
За далматинско-хрватске банове су по првилу постављани најистакнутији великаши. Неки од њих су били родом са матичног подручја, док су други били пореклом из уже Угарске или других области. Њихова основна дужност је била да воде бригу о земаљској управи и војним пословима на целокупном подручју Краљевине Далмације и Хрватске, укључујући приморске градове и жупаније у залеђу. Банови су представљали краља и на заседањима далматинско-хрватског земаљског сабора, а најстарије саборско заседање за које се зна одржано је 1351. године.
Порекло банске службе у јужнословенским и угарским земљама још увек није утврђено са потпуном сигурношћу, иако је извесно да је ова служба у хрватским земљама постојала још у време самосталне Краљевине Хрватске (925—1102). Банска служба је изграђивана постепено, током 12. века, а опсег банске власти се коначно усталио током 13. века. Поред далматинско-хрватских банова, угарски краљеви су постављали посебне банове и у суседној Бановини Славонији. Понекад је истој личности било поверавано да банску службу врши како у Далмацији и Хрватској, тако и у Славонији.